# Jomfruen (stjernetegn)
 Denne artikel bør gennemlæses af en person med fagkendskab for at sikre den faglige korrekthed.
    Datointerval inkonsistent med en-wikipedia, som igen er inkonsistent med de-wikipedia. Det kan skyldes at tegnene er geografisk afhængig, men så skal det stå der.

 Denne artikel omhandler det astrologiske stjernetegn Jomfruen. Opslagsordet har også en anden betydning, se Jomfruen.
Jomfruen (Virgo) er det sjette stjernetegn i dyrekredsen. Tegnet ligger mellem Løven og Vægten Solen bevæger sig siderisk igennem Jomfruen fra midten af september til slutning af oktober ulig perioden for stjernetegnet.

## Astronomisk
Tegnet er fuldt synligt fra 67°N til 75°S. 
Jomfruen er det næststørste af alle stjernebillederne. Den rummer bl.a. Virgohoben, den galaksehob som ligger tættest på jorden, og en af de mest lysstærke stjerner på himlen, Spica.

## Mytologisk
Generelt har Jomfruen i mange kulturer været repræsentationen af den store moders arketype. Og Spica har henholdsvis været angivet til at være enten et kornaks, eller moderens barn. I visse sammenhænge er hun også, sammen med vægtens tegn, blevet anset for at være retfærdighedens gudinde Athene, Justitia eller Libera.
- Græsk: Jomfruen var ifølge de græske sagn korngudinden Demeter, hvis datter Persefone/Kore blev bortført til underverdenen.
- Bibelsk: Tegnet har oftest været refereret til som den himmelske dronning, Jomfru Maria, Jesu moder.
- Indisk: Jomfruen var her repræsenteret af Kauni, Krishnas mor.

## Astrologisk
- Periode: 24. august til 23. september.
- Planethersker: Merkur
- Element: Jord
- Type: Mutable
- Legemsdel: Nervesystemet

## Datalogi
Tegnet for Jomfruen ♍ findes i tegnsættet unicode som U+264D "Virgo".